# Yazmín S. Pérez Haro
Yazmín Soraya Pérez Haro (Ciudad de México, 17 de marzo de 1975) es una activista feminista, documentalista, académica y funcionaria mexicana. Como activista feminista ha militado a favor de diversas causas sociales, siendo el reconocimiento del trabajo de cuidados y las desigualdades de tiempo, protección social y mujeres migrantes los temas que han marcado su lucha social y su trayectoria; en el periodo en el que participó en la colectiva Las Constituyentes CDMX Feministas, logró que la Iniciativa de Decreto hacia un Sistema de Cuidados para la Ciudad de México, quedara plasmada en la Constitución de la Ciudad de México. Dicha iniciativa aunque sufrió cambios en su redacción final, incluyó la creación del Sistema Público de Cuidados para la Ciudad de México, el reconocimiento del trabajo en el hogar y de cuidados como generadores de bienes y servicios para la producción y reproducción de la sociedad y el derecho al tiempo dado. Es un antecedente relevante para la incipiente creación del Sistema Nacional de Cuidados en México.

## Formación Académica
Yazmín Pérez ha dirigido su investigación hacia temas de usos y desigualdades del tiempo, políticas de cuidado y hogares encabezados por mujeres en la Ciudad de México desde los primeros años del siglo XXI. Es doctora en Ciencias Antropológicas por la Universidad Autónoma Metropolitana, obtuvo el grado con una investigación que desarrolló por 9 años titulada En Busca del Tiempo Liberado. Experiencias de autonomía y desigualdad de tiempo en Jefas de Hogar de la Ciudad de México en la que desarrolló un análisis en torno a la experiencia temporaria de mujeres jefas de hogar en la Ciudad de México y el papel clave del tiempo invertido en el trabajo doméstico y de cuidados como marcador social de desigualdades.
Maestra en Estudios de Género con orientación en Políticas Públicas por El Colegio de México (2003- 2005) con los temas de investigación derechos de propiedad, tenencia de la tierra, mujeres indígenas y procesos de empoderamiento. Licenciada en Psicología, con especialidad en Educación (procesos de enseñanza- aprendizaje) por la Universidad Autónoma Metropolitana, Unidad Xochimilco (1998- 2002) Temas de investigación: identidades femeninas, mujeres indígenas y subjetividades. Cursó un Diplomado Superior en Políticas Públicas para el Desarrollo Social en el Centro de Investigación y Docencia Económicas.  
Se desempeñó como docente externa sobre economía del cuidado en el programa de alta formación del Instituto de Liderazgo Simone de Beauvoir (ILSB) cuyo objetivo era incrementar el desarrollo, empoderamiento y liderazgo social de la población teniendo como ejes transversales la equidad de género, la interculturalidad, la vida democrática, de derechos y de libertades. Ha dirigido tesis de maestría en Políticas Públicas y Género, en los diplomados Básico y Superior en la Facultad Latinoamericana de Ciencias Sociales en México y Argentina. En 2013 impartió  el Diplomado en Políticas Públicas desde una Perspectiva de Género en el Instituto Tecnológico de Monterrey Campus Guadalajara. Dirigió el curso de participación política de las mujeres en el ámbito local con los temas Mujer, Poder y Liderazgo y Construcción de una Agenda Mínima de Género, en los estados de Colima, Guanajuato, Jalisco, Sonora, Tabasco y Estado de México. 

## Trayectoria
Formó parte del Instituto Nacional de las Mujeres (INMUJERES) entre 2005 y 2006 como subdirectora de planificación, asignada a la Dirección de Planificación de Políticas Públicas cuya tarea fue estandarizar criterios, metodologías e instrumentos para considerarse en la elaboración, implementación y evaluación del Programa Nacional para la Igualdad de Oportunidades y No Discriminación contra las Mujeres PROEQUIDAD. Participó en el análisis e integración del diagnóstico de la condición y posición de la población femenina en esferas prioritarias y en el diseño de estrategias para la transversalización de la perspectiva de género en la Administración Pública Federal, Estatal y Municipal, impulsó el Modelo de Equidad de Género MEG 2003 en empresas privadas, instituciones públicas y organizaciones sociales.
En otras entidades federativas también ha contribuido en la incorporación de la perspectiva de género en las políticas públicas, en el Estado de Jalisco, diseñó el Seminario para la Incorporación de la Perspectiva de Género en el Diseño de Políticas Públicas para la Secretaría de Cultura, Secretaría de Medio Ambiente y Desarrollo Territorial, Secretaría de Desarrollo Rural y el Consejo Estatal para el Fomento Deportivo, coordinado por el Instituto Jalisciense de las Mujeres. Fue directora del proyecto para la instalación de la unidad de igualdad de género en la Secretaría de Desarrollo Social y la Procuraduría General de Justicia del Estado de Nuevo León donde gestionó servicios de asesoría. Coordinadora del diagnóstico de las brechas de género del sector social y recomendaciones para incluir perspectiva de género en los principales programas sujetos a reglas de operación del Gobierno del Estado de Durango.
Ha diseñado e impartido diversos talleres, seminarios y ponencias sobre diversos temas en torno a los derechos de las mujeres tanto en contextos urbanos como rurales, entre los que destacan: Ponente en el II Congreso Nacional de Antropología Social y Etnología Soberanías negociadas en las cotidianidades del siglo XXI, con la ponencia: La disputa por el tiempo. Apuntes desde la antropología social para el estudio de las desigualdades en la Ciudad de México en 2012.
Como consultora, fue responsable de la realización del estudio Hacia un Modelo Integral de Políticas de Cuidado en el Distrito Federal para el Instituto de Liderazgo Simone de Beauvoir en el marco de Coinversión para el Desarrollo Social en el Distrito Federal en 2014. Evaluadora externa del Consejo de Evaluación del Desarrollo Social del Distrito Federal (Evalúa DF). Consultora de formulación y realización del proyecto Inventario y Análisis de las Políticas Públicas del Gobierno de la CDMX desde el Paradigma del Cuidado para el Instituto de Liderazgo Simone de Beauvoir con el fondo de la Organización de las Naciones Unidas-Mujeres en el marco del Proyecto General Empoderamiento para una agenda de corresponsabilidad social en el trabajo de cuidado en 2016. Fundadora y directora del Centro de Investigación e Incidencia para el Desarrollo e Igualdad Sustantiva (CIIDIS) a partir del 2017. 
Participó en el servicio público de la Secretaría de las Mujeres desde su creación en la Ciudad de México como directora general de Igualdad Sustantiva y del Instituto Nacional de las Mujeres como responsable del Proyecto “Mujeres migrantes: Frontera a Frontera tus derechos contigo”, con tres ejes de trabajo: fortalecimiento institucional, trabajo en territorio y promoción de derechos humanos de las mujeres migrantes, desde donde se impulsa una visión regional y acción de protección social en México de la mano de una visión humanista de la política migratoria y la política exterior feminista impulsadas por el Gobierno de México. Además de la creación de instrumentos para mejorar la atención de las mujeres como el Modelo y Guía de atención a la salud mental de las mujeres migrantes y las Guías de atención a mujeres extranjeras víctimas de violencia por razones de género dirigidas a equipos de embajadas y consulados en México.

### Activismo
Uno de sus aportes en beneficio de las mujeres de la Ciudad de México, está vinculado con el tema al que le ha dedicado gran parte de su trayectoria y tema de investigación doctoral, usos y desigualdades de tiempo, políticas de cuidado, hogares con jefatura femenina y antropología urbana; como parte de una colectiva; logró que su iniciativa de Decreto hacia un Sistema Público de Cuidados para la Ciudad de México se presentara ante la H. Asamblea Constituyente y quedara plasmada en la Constitución de la Ciudad De México en los siguientes Artículos: Artículo 9 Ciudad Solidaria, inciso B- Derecho al Cuidado, en el Art. 10 Ciudad Productiva, inciso B- derecho al Trabajo, numeral 5, inciso f con el reconocimiento del trabajo en el hogar y de cuidados como generadores de bienes y servicios para la producción y reproducción social en el Art 10 y el Derecho al Tiempo en el Art. 13 Ciudad Habitable, Inciso F. Siendo un precedente para la modificación de los Artículo 4 y 73 de la Constitución Política de México, que garantiza la atención integral de la niñez, en corresponsabilidad entre hombres y mujeres y también establece la libertad que tienen las personas para decidir si adquieren o no como obligación el cuidar a quien lo requiera, y el derecho para decidir la distribución del tiempo propio acorde a sus necesidades e intereses.
Formó parte del grupo asesor del Programa de Corresponsabilidad en el Cuidado de la Universidad Nacional Autónoma de México y del grupo de trabajo de Género, Economía, Pobreza y Salud de la Red Latinoamericana Interdisciplinaria de Género, (LAIGN, por sus siglas en inglés). Co-fundadora de la Red de Cuidados en México y de la recién creada Red Regional de Cuidados Comunitarios, una asociación formada por organizaciones, colectivos, activistas feministas, cuidadoras, especialistas y la sociedad en general que trabajan en conjunto para construir una agenda de igualdad de género y justicia social. 
Colaboró con Oxfam, un movimiento global que trabaja en 94 países para poner fin a la injusticia de la pobreza y acabar con la desigualdad en diferentes áreas, asesorando a OXFAM México en la ruta de incidencia del Proyecto de Cuidados y Justicia de Género y como documentalista en la serie de documentales cortos: Relatos de lo cotidiano, Cuidados en clave de desigualdades. Autora de Tiempos Privados producción de Oxfam México y el Centro de Investigación e Incidencia para el Desarrollo e Igualdad Sustantiva.